# Microdochium gracile
Microdochium gracile är en svampart som beskrevs av Mouch. & Samson 1973. Microdochium gracile ingår i släktet Microdochium, ordningen kolkärnsvampar, klassen Sordariomycetes, divisionen sporsäcksvampar och riket svampar.   Inga underarter finns listade i Catalogue of Life.